# Viktorija Golubic
Viktorija Golubic (født 16. oktober 1992 i Zürich, Schweiz) er en professionel kvindelig tennisspiller fra Schweiz.
Hun repræsenterede Schweiz under sommer-OL 2020 i Tokyo, hvor hun vandt sølv i double.